# Pavel Liška
Pavel Liška (* 29. ledna 1972 Liberec) je český divadelní a filmový herec a komik.

## Život
V letech 2002–2013 byla jeho manželkou tanečnice a herečka Kristýna Boková. V roce 2005 se jim narodil syn Šimon Samuel. V letech 2014–2018 byla jeho partnerkou herečka a zpěvačka Barbora Poláková, se kterou má dvě děti.

## Tvorba

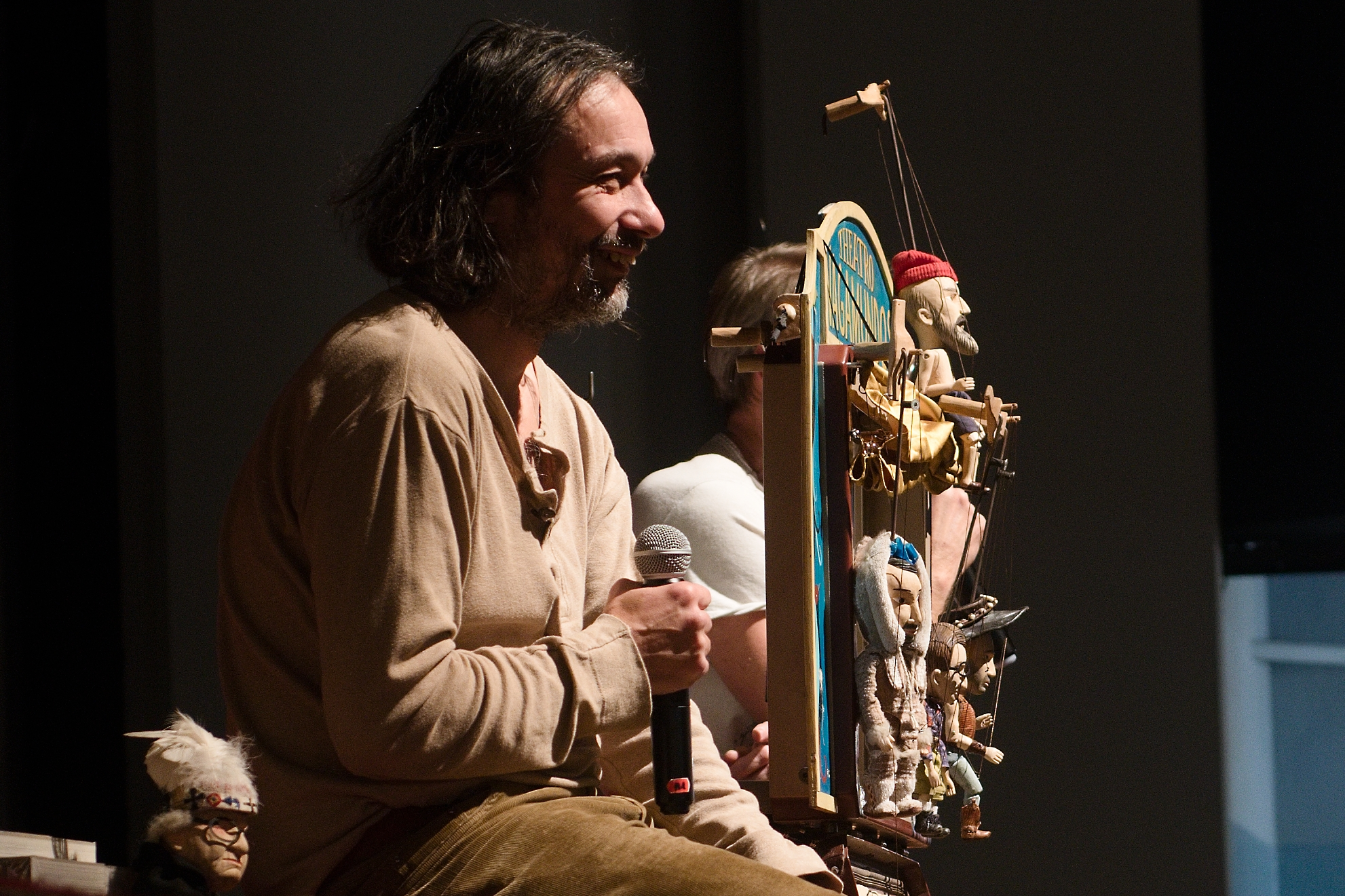
Pavel Liška během vystoupení v Ústí nad Labem

V roce 1995 vystudoval činoherní herectví na Divadelní fakultě Janáčkovy akademie múzických umění v Brně. Účinkoval v brněnském HaDivadle i v Národním divadle (např. hlavní role Romea v Shakespearově hře Romeo a Julie). Jeho první filmovou rolí byl František v Gedeonově Návratu idiota. V roce 2005 za svůj výkon v dalším Slámově filmu Štěstí získal Českého lva. Do paměti diváků se také vryl filmy Pupendo, Horem Pádem, Nestyda, Nuda v Brně, Mazaný Filip, Účastníci zájezdu, Venkovský učitel, Anděl Páně 2, Toman, Teroristka nebo Poslední aristokratka. 

## Filmografie
- Návrat idiota (1999) - František
- Vyhnání z ráje (2001)
- Divoké včely (2001)
- Pupendo (2003)
- Nuda v Brně (2003)
- Mazaný Filip (2003)
- Čert ví proč (2003) - čert Urugal
- Horem pádem (2004)
- Štěstí (2005) - Toník
- Šílení (2005)
- Účastníci zájezdu (2006) - řidič Karel ml.
- Abelův černý pes (2006)
- Venkovský učitel (2008)
- Nestyda (2008)
- Škola princů (2010)
- Polski film (2012)
- Marta & Věra (2014) – Brouček
- Tři bratři (2014) – hlas holuba
- Svatojánský věneček (2015) – Markýz
- Zloději zelených koní (2016)
- Anděl Páně 2 (2016) - falešný čert
- Špunti na vodě (2017)
- Nejlepší přítel (2017)
- Toman (2018)
- Kouzelník Žito (2018)
- Prázdniny (2018)
- Krmelec U Muflona (2018)
- Teroristka (2019)
- Poslední aristokratka (2019)
- Zločiny Velké Prahy (2021)
- Špunti na cestě (2022)